# メトロイドII RETURN OF SAMUS
『メトロイドII RETURN OF SAMUS』（メトロイド ツー リターン オブ サムス、Metroid II: Return of Samus）は、任天堂から発売されたゲームボーイ用アクションアドベンチャーゲーム。1991年11月に北米にて発売され、日本では1992年1月21日、欧州では1992年5月21日に発売された。「メトロイドシリーズ」の第2作目。スーパーゲームボーイ対応。
2000年3月1日にはゲームボーイ（ニンテンドーパワー）用の書き換えソフトとして販売されたほか、他機種向けに配信された（#移植版）。また、2017年9月15日には本作をリメイクしたニンテンドー3DS用ソフト『メトロイド サムスリターンズ』（以降「SR」）が発売された。

## ゲーム内容
このゲームの目的は、惑星SR388に巣食う生命体「メトロイド」と、その根源である「クイーンメトロイド」の殲滅である。特定のエリアを探索し潜んでいるメトロイドを殲滅する事で、地下迷宮を満たす有毒液の水位が下がり次のエリアへの道が開ける、というのが基本的なシステムになっている。
シリーズ内での一般的なメトロイドはクラゲのような姿をしているが、今作におけるメトロイドは惑星の下層に進むにつれて徐々に成長・変態し、より強力な敵となる。
本作から主人公サムス・アランのアクションの幅が広がり、新たにしゃがむ動作やジャンプ中に銃口を下に向けての攻撃もできるようになった。一方で、画面の視認範囲が狭くマップ表示機能も無いため、難易度が高くなっている。

### アイテム・装備
詳細はサムス・アラン#装備・能力を参照。ここでは当該項目で触れていない細部のみを記述するに留める。なお、本作ではモーフボール・ロングビーム(『SR』ではパワービーム)・ミサイル30発を最初から所持している、なおミサイルタンク、エネルギータンク、スプリングボールは取得しても表記されない。
リメイク作『SR』では下記のアイテムは全て登場。モーフボールは最初からは使えずアイテムで使用できるようになっている。またロングビームがパワービームの名前になっている。ビームの色彩、エフェクトは『アザーエム』で使用された物と同じになっている。
エネルギーボール
敵が落とすエネルギー回復アイテム。本作では5回復する小さなものと20回復する一回り大きなものがあり、それぞれ落とす敵が決まっている。
ミサイル
敵が落とす弾薬補給用のミサイル。本作では1種類のみで、取ると5発補給される。エネルギーボール同様、落とす敵は決まっている。
エネルギータンク
エネルギーの最大値が100増える。全部で6つ存在するが、5つまでしか取得できない。
ミサイルタンク
シリーズの作品でいうミサイルタンク。取得するたびにミサイルの保有数の最大値が10発分上昇する。本作のメトロイドはミサイルでのみダメージが与えられる（一部例外あり）。本作ではこのアイテムのみ、取得時のBGMが異なる。全部で22個が存在するため、全て取得するとミサイルの最大値は250発となる。
アイスビーム
敵に接触すると凍らせて動きを止める。凍らせた敵は乗ることが可能。幼体メトロイドを倒すには、前作と同じくこれで一度凍らせる必要がある。本作では1発目で凍結し、2発目以降も解凍せずそのままダメージを与えるように変更された。他のビームとの併用はできない。『SR』では効果が弱体化し命中させてもすぐに溶けるが、チャージするとしばらく凍結する。また下記の3種のビームとは相変わらず供用不可となっており、タッチでの切り替え式になっている。
ウェイブビーム
波型に飛び壁などを貫通するビームで、通常のビームやアイスビームより攻撃力が高い。他のビームとの併用はできない。『SR』では通常のビームと同じ軌跡となり、パワービームに重ね掛けする。
スペイザー
本作で初登場。3連装のビームで命中範囲が広くなり、壁などを貫通する。他のビームとの併用はできない。『SR』では「スペイザービーム」と呼称を変え、ウェイブビームに重ね掛けする。
プラズマビーム
本作で初登場。細長い棒状のビームで、命中範囲は狭いが威力はビームの中では最大。加えて壁などを貫通する。他のビームとの併用はできない。『SR』では『スーパー』以降同様敵を貫通する効果があり、さらにスペイザーに重ね掛けする。
ボム
ボール状態でボムが使えるようになる。前作の破壊可能なブロックはスクリューアタック以外の全ての攻撃手段で破壊できたが、本作ではボムでしか壊せないブロックも登場するようになった。他は前作に準ずる。
スパイダーボール
本作で初登場。丸まり（ボール）状態でさらにもう1回十字キー下を押すことで使用する。壁や天井に沿って移動ができる。『SR』ではLボタンを押している間のみ使用可能。ただし貼りつけず滑り落ちてしまう壁が一部にある。
スプリングボール
本作で初登場。ボール状態で直接ジャンプすることが可能になる。
入手しなくともクリアは可能だが、『SR』ではクリアに必須となっている。
ハイジャンプブーツ
ジャンプ力が上昇する。本作のものは性能が高く、ジャンプ力が通常の2倍以上に上昇する。『SR』ではボムジャンプの飛距離も伸びる。
バリア(バリアスーツ)
ダメージが軽減される。本作では移動速度が上昇する効果もある。ただし有毒液のダメージが0にならないのは前作同様。『SR』ではダメージ軽減に加え熱地帯のダメージを無効化する。ただし溶岩のダメージは防げない。
スペースジャンプ
本作で初登場。回転ジャンプの頂点で再度上昇することができる。本作では空中ジャンプの入力受付時間が比較的限られており、使うには少々慣れが必要。『SR』ではジャンプの判定が緩くなっている。
スクリューアタック
回転ジャンプにダメージ判定が付く。性能は前作にほぼ準じており、本作でもブロックには無力。『SR』ではスクリューアタックでのみ壊せるブロックがある。

## 設定

### ストーリー
宇宙海賊によるメトロイド強奪事件を重く見た銀河連邦は、再び調査船をSR388へ向かわせた。前回の調査で発見されていないメトロイドが存在しているかも知れないからである。そして数日後、SR388の地底を調べに向かった調査隊が失踪したという緊急連絡が入った。さらに救助に向かった部隊までもが失踪した。
銀河連邦はただちに連邦警察の武装兵士から成る特殊部隊をSR388へ派遣し、地底に送り込んだ。しかし彼らもまた、わずかな資料を送ってきただけで消息を絶ってしまった。銀河連邦は数少ない調査データを調べて行くうちに、ついにメトロイドの存在を確認した。メトロイドはSR388の地下深くに潜んで、活動を続けているというのである。
この噂は瞬く間に広がり、再びメトロイドの恐怖が銀河全体をつつみ込んだ。銀河連邦は緊急最高会議を開き、結論を急いだ。出席した全員の考えはひとつ。それは、サムス・アランによるメトロイド根絶指令だった。
やがてサムスは銀河連邦からの指令を受け、惑星SR388へと向かった。 銀河がメトロイドの恐怖からのがれるために、サムスとメトロイドの対決が再び始まろうとしている。

### キャラクター
サムス・アラン

#### ボス
メトロイド
変態を繰り返し
アルファ、
ガンマ、
ゼータ、
オメガなどの種類が登場する。

### 舞台
惑星SR388 （Planet SR388）
辺境にある未開の惑星。地下にある天然の迷宮はクイーンメトロイドを中心として、メトロイドの巣窟となっている。メトロイドはこの惑星の環境下でのみ、アルファ以降への形態に成長が可能。惑星のコアからβ線を含む放射能が放たれており、これが促進物となってメトロイドの成長に影響している。鳥人族の手が加えられているためか、ゼーベス同様に鳥人族の遺跡、武器が存在する。名前の由来は、ヤマハ発動機の「SR400」にちなむ。
エリアごとの区分はされておらず、一定数のメトロイドを倒すことで地下迷宮を満たす液体の湖の水位が下がり、より惑星の下へと攻略できるようになっている。『SR』では、エレベーターや他のエリアに行けるテレポートが設置されている。
前作ではセーブはゲームオーバー後にしか行うことができず、回復アイテム補給の方法も敵を倒す以外になかったが、本作ではセーブや補給用の施設がマップ内に点在しており、のちの作品の「セーブルーム」や「リチャージルーム」の原型となっている。
セーブユニット
データセーブのための柱状の施設。上に乗ると「PRESS START」と指示が出るので、それに従いスタートボタンを押すと、ゲームの進行状況をセーブできる。
ビッグエネルギーボール
体力補給のための施設で、点滅したボール状の形を取っている。触れるとエネルギーが全回復する。何度でも使用可能。
ミサイルバッテリー
ミサイル補給のための施設で点滅したミサイルの形を取っている。触れるとミサイルが現時点で保有できる最大値まで補給される。何度でも使用可能。
スターシップ
サムスが乗ってきた宇宙船。ニューゲーム時のスタート地点にあり、内部でエネルギーとミサイルの補給ができる。ただし本作以降の作品と違いセーブを行うことはできない。
クイーンメトロイドの撃破後、ここに戻ってくることでゲームクリアとなる。

## 移植版
| No. | タイトル                            | 発売日                       | 対応機種        | 開発元           | 発売元 | メディア                                      | 型式 | 備考 | 出典              |
| --- | ----------------------------------- | ---------------------------- | --------------- | ---------------- | ------ | --------------------------------------------- | ---- | ---- | ----------------- |
| 1   | メトロイドII RETURN OF SAMUS        | 2000年3月1日                 | ゲームボーイ    | 任天堂開発第一部 | 任天堂 | フラッシュロムカセット （ニンテンドウパワー） | -    |      |                   |
| 2   | メトロイドII RETURN OF SAMUS        | 2011年9月28日 2011年11月24日 | ニンテンドー3DS | 任天堂開発第一部 | 任天堂 | ダウンロード （バーチャルコンソール）         | -    |      | [ 3 ]             |
| 2   | ゲームボーイ Nintendo Switch Online | 2023年2月9日                 | Nintendo Switch | 任天堂           | 任天堂 | ダウンロード                                  | -    |      | [ 4 ] [ 5 ] [ 6 ] |

## 広告
- 前作がアメリカで人気を博した、というところに重点を置き、アメコミ風のアニメーションとCG、ストップモーションの人形による実写を併用したコマーシャルとなっている。また、コマーシャル最後に使われている、「メトロイド、オモロイド」という駄洒落のフレーズはしばしばネタにされている[7]。
  - 『スーパーマリオRPG』（1996年）にゲスト出演しているサムス（ベッドで眠っている）に話しかけると「……オモロイド……」という寝言をつぶやく。
  - 『メイド イン ワリオ』（2003年）および『あつまれ!!メイド イン ワリオ』（2003年）のプチゲーム『メトロイド』の説明に「メトロイド、オモロイど‥」が含まれている。
  - 『メトロイドプライム3 コラプション』（2007年）のスターシップ内にある無線機で聞ける坂本賀勇のメッセージに「メトロイド、オモロイド」が含まれる。
  - 『メトロイド アザーエム』（2010年）のCMの一部にも使用された。また、関西限定で「メトロイド、オモロイデ」となっていた。

## スタッフ
- プロデューサー：横井軍平
- ディレクター、グラフィックデザイナー：清武博二、木村浩之
- メインプログラマー：原田貴裕
- プログラマー：山中勝、山本雅央、平野勲
- プログラムアシスタント：小川譲、尾崎亘洋
- サウンドプログラマー：吉冨亮二
- デザイナー：加納誠、坂下雅史、山根知美、細川豪彦、井上泰夫
- デバッガー：岡田勝、西澤健治、松岡洋史、大澤徹、福井浩太、寺崎啓祐、杉野憲一、山上仁志、山野勝也、ほりゆうじ
- スペシャルサンクス：出石武宏、フィル・サンドホップ、トニー・スタンチク、なかたゆか、ヒロ山田、ダン・オーセン、ディラン・カスバート、いのけさちえ

## 評価
- ゲーム誌『ファミコン通信』の「クロスレビュー」では、6・7・7・5の合計25点（満40点）[16][11]。レビュアーの意見としては、「ゲームボーイで続編を出されてもスクロールが気になって、楽しさが半減といわず激減だ」などと評されている[16]。
- ゲーム誌『ファミリーコンピュータMagazine』の読者投票による「ゲーム通信簿」での評価は以下の通り22.0点（満30点）[14]。

| 項目 | キャラクタ | 音楽 | お買得度 | 操作性 | 熱中度 | オリジナリティ | 総合 |
| 得点 | 3.7        | 3.6  | 3.6      | 3.8    | 3.7    | 3.6            | 22.0 |